# Constitución del Estado de Honduras de 1825
La Constitución del Estado de Honduras de 1825 fue la primera carta magna creada en el país, promulgada el 11 de diciembre de 1825 en la entonces capital del Estado, Comayagua. En esta constitución se define a Honduras como un Estado y a sus habitantes como hondureños. 
Sigue la retórica de la Declaración de Independencia absoluta de Centroamérica del 1 de julio de 1823, por la cual los Estados de Guatemala, El Salvador, Honduras, Nicaragua y Costa Rica se independizaron del Primer Imperio Mexicano y conformaron la Federación Centroamericana. Cada Estado federado fue reconocido como «libre e independiente en su gobierno y administración interior», y procedió a escoger un jefe de Estado y a promulgar su propia constitución.

## Asamblea Constituyente
La primera Asamblea Nacional Constituyente de Honduras inició sesiones en Cedros, el 29 de agosto de 1824. El 16 de septiembre se reunió en Tegucigalpa y escogió a Dionisio Herrera, Justo Milla y Francisco Morazán como jefe de Estado, vicejefe de Estados y secretario general de Gobierno respectivamente. Se reunió allí hasta el 22 de enero de 1825 y reabrió sesiones en Comayagua el 15 de febrero. El 28 de junio la Asamblea dividió el territorio del Estado en 7 departamentos. Terminaron sesiones el 12 de diciembre, siendo firmada un día antes la nueva constitución, por los diputados representantes de los 7 departamentos:
| Nombre                    | Diputado por           | Cargo                         |
| ------------------------- | ---------------------- | ----------------------------- |
| Manuel Jacinto Doblado    | Yoro                   | Vicepresidente de la Asamblea |
| José María del Campo      | Nacaome                |                               |
| José Rosa de Yzaguirre    | Santa Bárbara          |                               |
| Ángel Francisco del Valle | Cantarrana             |                               |
| José María Donayre        | Gracias                | Secretario                    |
| Miguel Rafael Valladares  | Tegucigalpa (suplente) | Secretario                    |

## Contenido
La Constitución estaba compuesta de 97 artículos y estructurada de la siguiente manera:
Preámbulo
Nosotros los representantes de los pueblos del Estado de Honduras, reunidos en la Asamblea Constituyente, a virtud de los plenos poderes con que se nos ha autorizado, con arreglo a las bases constitucionales, decretadas por la Asamblea Nacional Constituyente, implorando la protección de Dios para el acierto, ordenamos, decretamos y sancionamos la siguiente Constitución:
Capítulo I. Del Estado
Capítulo II. De la religión
Capítulo III. De los derechos y obligaciones de los hondureños y del Gobierno del Estado
Capítulo IV. De la elección de los Supremos Poderes del Estado
Capítulo V. Del Poder Legislativo
Capítulo VI. Del Consejo Representativo
Capítulo VII. Del Poder Ejecutivo
Capítulo VIII. Del Poder Judicial
Capítulo IX. De la Administración de Justicia en lo civil
Capítulo X. Del crimen
Capítulo XI. Del Gobierno Interior en cada partido o departamento
Capítulo XII. Del Gobierno Interior y policía de cada pueblo
Capítulo XIII. De la Hacienda Pública y su administración en general
Capítulo XIV. De la observancia de la Constitución y leyes
La Constitución declaró a Honduras un Estado federado de la República de Centroamérica, dividió el gobierno en el Poder Legislativo, Ejecutivo y Judicial y designó a la religión católica como la oficial, sin cabida para ninguna otra. El Poder Legislativo recayó en una Asamblea de 11 diputados, la cual podría llegar a tener un máximo de 21 diputados; el poder Ejecutivo en un jefe supremo del Estado, y el Judicial en un presidente, dos ministros y un fiscal, pudiendo todos ser siempre reelegidos.
Se creó además un Consejo Representativo conformado por un representante de cada departamento, y con facultades de sancionar leyes, aconsejar al jefe supremo, proponer en terna al jefe supremo, al comandante general y a otros funcionarios, convocar a la Asamblea en casos extraordinarios, y velar por el cumplimiento de las leyes y la correcta conducta de los funcionarios, entre otras (art. 38). Con este órgano se copiaba el modelo estructural de la Federación, encontrado en su constitución.
En el tiempo de elecciones, las juntas populares se celebraban el primer domingo de octubre, las de distrito en el tercero del mismo mes y las de departamento el segundo domingo de noviembre. El jefe y vicejefe de Estado serían escogidos por 4 años, con posibilidad a ser reelectos una vez (art. 41). 
Cada departamento pasó a estar al cargo de un jefe político con atribuciones de nombrar a los alcaldes de cada pueblo, conformado por municipalidades. Cada poblado de más de 500 personas pasaba a escoger popularmente una municipalidad (art. 82).
La Constitución de la Federación Centroamericana tenía supremacía constitucional sobre la constitución de Honduras (art. 32), no pudiendo ser modificados los artículos de esta última que tuvieran una relación directa con los artículos de la primera, mientras que los demás artículos de la constitución hondureña podían ser modificados una vez pasados 4 años tras su promulgación (art. 96). La constitución hondureña además seguía las pautas que establecía la constitución federal en asuntos como las elecciones a autoridades (art. 12 y art. 14), la formación de leyes (art. 26) y otros (art. 84).